# 博拉哈特乌帕齐拉
博拉哈特是孟加拉国的一个乌帕齐拉，位于拉傑沙希專區的诺瓦布甘杰县。

## 地理
博拉哈特乌帕齐拉总面积为123.52平方公里，其东、西、北部皆与印度接壤，默哈嫩達河流过其东部边界。

## 人口
据2001年孟加拉国人口普查，博拉哈特乌帕齐拉共有19257户人家，总计人口92149，其中男性占比50.58%，女性占比49.42%。该地的平均识字率为39.22%，其中男性为39.71%，女性为38.74%.。